# Pararge vindobonensis
Pararge vindobonensis är en fjärilsart som beskrevs av Kammel 1913. Pararge vindobonensis ingår i släktet Pararge och familjen praktfjärilar. Inga underarter finns listade i Catalogue of Life.